# Две Луны
Две Луны (англ. Two Moons, на шайеннском языке — Éše'he Ôhnéšesêstse; 1847—1917) — вождь северных шайеннов. Один из лидеров своего племени в войнах с армией США в 1870-х годах.

## Биография
Две Луны родился в 1842 году на территории современного штата Монтана. Его отцом был Несущий Выдру — арикара, захваченный в детстве шайеннами и выросший среди них, матерью — шайеннка. В 15 лет Две Луны стал свидетелем того, как его отей погиб в битве с полковником Эдвином Самнером на реке Соломон-Форк. В 1870-х годах активно участвовал в войнах против американской армии, которые вели северные шайенны, был младшим вождём военного общества Лис. Сражался в битвах при Роузбад и Литтл-Бигхорн.
После сражения при Вулф-Маунтин 
сдался полковнику Нельсону Майлзу в форте Кио в апреле 1877 года. Когда северные шайенны капитулировали, Две Луны служил скаутом под командованием полковника Майлза, в том числе против восставших не-персе, но в боевых действиях не участвовал. Благодаря личным качествам и расположению к белым людям, а также его способностям ладить с военными, был назначен Нельсоном Майлзом верховным вождём северных шайеннов и племя согласилось с его назначением.
Две Луны боролся за будущее своего племени. Он неоднократно ездили в Вашингтон, чтобы обсудить и улучшить условия, которые существовали в резервации. В 1914 году вождь встречался с президентом США Вудро Уилсоном, чтобы решить эти вопросы.
Две Луны умер в 1917 году в своём доме в штате Монтана в возрасте 70 лет. Его могила находится рядом с шоссе 212, к западу от города Басби.